# Масерија Маркочи (Беневенто)
Масерија Маркочи је насеље у Италији у округу Беневенто, региону Кампанија.
Према процени из 2011. у насељу је живело 37 становника. Насеље се налази на надморској висини од 735 м.